# Bulbophyllum rufinum
Bulbophyllum rufinum es una especie de orquídea epifita originaria de Asia.   

## Descripción
Es una  orquídea de tamaño mediano, de crecimiento cálido con hábitos de epífita que tiene un pseudobulbo oblongo que lleva una sola hoja, apical, oblanceolada y peciolada. Florece en una inflorescencia basal, curvada de  15 a 40 cm  de largo, de forma racemosa que tiene 2-3 vainas y muchas flores erectas que aparecen por encima de las hojas que se producen en el otoño y el invierno.

## Distribución y hábitat
Se encuentra en la India, Himalaya oriental, Myanmar, Tailandia, Camboya, Laos y Vietnam en los bosques densos sobre los troncos de los árboles  a elevaciones de 150 a 1.000 metros en un área con un prolongado período de sequía desde el otoño hasta la primavera. 

## Cultivo
Crece mejor en maceta con una mezcla de tierra, corteza y solite, alta luminosidad, humedad moderada y caliente con temperaturas calientes.

## Taxonomía
Bulbophyllum rufinum fue descrita por Heinrich Gustav Reichenbach    y publicado en Xenia Orchidacea 3: 44–45, pl. 219, f. 1. 1881.
Etimología
Bulbophyllum: nombre genérico que se refiere a la forma de las hojas que es bulbosa.
rufinum: epíteto latino que significa "zorro rojo".
Sinonimia
- Phyllorchis rufina (Rchb. f.) Kuntze
- Phyllorkis rufina (Rchb.f.) Kuntze[3][4]